# Каннингем, Кенни (ирландский футболист)
Ке́нни Ка́ннингем (англ. Kenneth Edward Cunningham; род. 28 июня 1971, Дублин) — ирландский футболист, защитник, наиболее известный по выступлениям за английские клубы «Уимблдон» и «Бирмингем Сити».

## Биография
Каннингем родился в городе Дублин. Учился в мужской начальной школе Святого Винсента и средней школе в районе Гласневен. В школе больше играл в гэльский футбол вместе с будущей звездой гэльского футбола Десси Фареллом за команду «Сент-Винсент», позже выступал за клуб «На Фианна» и резервный состав сборной Дублина». В обычном футболе выступал в клубе «Хоум Фарм» с 8 до 17 лет, пока не перешёл в любительский клуб «Толка Роверс».

### Клубная карьера
Профессиональную карьеру начинал в клубе «Милуолл», за который выступал с 1989 по 1994 годы. Первоначальный контракт действовал с 18 сентября 1989 в течение года, но позже ему предложили продлить его ещё на три года. Дебют в Футбольной лиге состоялся 17 марта 1990 года, когда Каннингем вышел в стартовом составе на матч против «Норвич Сити», а затем сыграл ещё четыре матча в стартовом составе. Всего в его активе было 136 матчей в регулярном чемпионате
В ноябре 1994 года Каннингем перешёл в клуб «Уимблдон» за 1,3 млн. фунтов стерлингов и провёл за него 250 матчей (1994—2002). В феврале 2000 года он отметился скандалом, повздорив с капитаном «Челси» Деннисом Уайзом в подтрибунном помещении, за что был оштрафован на 7500 фунтов стерлингов. В 2002 году перешёл в клуб «Бирмингем Сити» за сумму в 600 тысяч фунтов стерлингов. Там он играл до 2006 года и провёл 134 матча, выступая в центре защиты на месте травмированного капитана Стива Викерса, а не на правом фланге защиты. В январское трансферное окно в команду пришёл Мэттью Апсон, с которым Каннингем составил центр защиты в клубе, а уже к концу сезона Кенни получил от команды приз лучшего игрока сезона.
После первых матчей сезона 2003/2004 тренер «Бирмингема» Стив Брюс называл Каннингема одним из лучших защитников в АПЛ. Прозванный фанатами «Королём Кенни» Каннингем прославился как сильный игрок обороны, что отмечал и ирландский защитник «Манчестер Юнайтед» Денис Ирвин, утверждая, что болельщики наконец увидели весь потенциал ранее недооценённого Каниннгема. После вылета команды из АПЛ в сезоне 2005/2006 Каниннгем и ещё семь других игроков покинули клуб (он там сыграл 134 матча). 11 мая 2006 года в прессе появились заявления Каннингема, в которых он обвинял руководство клуба и Брюса лично в вылете команды из Премьер-Лиги, сравнивая клуб с трупом, «в котором нет следов ни сердцебиения, ни души». Большая часть болельщиков поддержала Каниннгема, но клуб возмутился поступком бывшего игрока. Президент клуба Дэвид Голд заявил, что ему интересно, осмелился бы Каннингем такое сказать, если бы вместо «Бирмингема» в Чемпионшип вылетел бы «Портсмут» и продлили бы игроку соглашение с клубом.
19 июля 2006 года Каннингем перешёл в клуб «Сандерленд», президент которого, бывший игрок Нилл Куинн высоко оценил лидерские качества Каниннгема. Кенни сыграл 11 матчей за «чёрных котов», выигравших Чемпионшип, но даже несмотря на то, что он был назначен капитаном по решению тренера Роя Кина, больше он не сыграл — причиной стала травма. По окончании сезона 2006/2007 покинул команду и завершил карьеру.

### Международная карьера
Каннингем сыграл 72 матча за сборную Ирландии по футболу в 1996—2005 годах. В марте 2001 года после травмы он наконец-то вернулся в сборную, вытеснив из состава Ричарда Данна и став напарником Гари Брина: в этом составе команда Ирландии сыграла против Кипра. Перед чемпионатом мира 2002 года был назначен капитаном команды по решению Мика Маккарти как наиболее влиятельный игрок, который может настроить команду на матч.
12 октября 2005 года 34-летний Каннингем провёл последнюю игру за сборную Ирландии против Швейцарии: ничья в матче на «Лэнсдаун Роуд» лишила ирландцев даже второго места в группе и шансов продолжить борьбу в стыковых матчах за поездку на чемпионат мира 2006 года. В 2009 году раскритиковал решение ФИФА, которое позволило игрокам старше 21 года менять футбольную сборную до официального заигрывания, и высказал мнение, что сборная Ирландии в подобных уступках не нуждается.

## После игровой карьеры
По окончании карьеры работал экспертом на спортивном канале RTÉ Sport, освещая матчи Ирландской премьер-лиги, а также на Sky Sports, освещая матчи сборной Ирландии. Тренировал любительский клуб «Нюнитон Таун», с которым в первый же сезон добился повышения в Лиге. Успешно закончил обучение, получив тренерскую лицензию UEFA Pro в Ирландии, был помощником тренера сборной клубов Ирландии Дэмьена Ричардсона в игре за Дублинский суперкубок 2011 года. Комментировал матчи чемпионата мира 2014 года и чемпионата Европы 2016 года.